# Hippodrome de Bacqueville-en-Caux
L'hippodrome de Bacqueville-en-Caux, également appelé « hippodrome de Pierreville » est un champ de courses situé non loin de la station des Haras Nationaux. Il est situé dans le département de Seine-Maritime et en région Normandie.
L'hippodrome de Bacqueville est l'un des 17 hippodromes de la Fédération des Courses d'Île de France et de Haute Normandie.
C'est un hippodrome de 3e catégorie qui accueille des réunions de trot.

## Infrastructures
Avec sa piste en herbe de 950 mètres, corde à gauche, l'hippodrome dispose également de tribunes et d'un hall accueillant les parieurs.

## Courses
L'hippodrome de Bacqueville-en-Caux permet de parier en PMH (Pari Mutuel Hippodrome) sur les courses se déroulant sur sa piste mais propose également des prises de paris nationaux grâce à ses guichets PMU.

## Calendrier 2009
L'hippodrome accueille une réunions de courses par an en août :
- Le premier week-end d'août

Ainsi qu'une autre réunion une année sur deux.

## Accès à l'hippodrome
L'hippodrome se situe à la sortie de Bacqueville-en-Caux.
- Accès en voiture : A151 Rouen/Dieppe, puis D149 ou D23 en direction de Bacqueville-en-Caux
- Accès en train : gare d'Auffay à 10 km
- Accès en avion : aérodrome de Dieppe - Saint-Aubin à 15 km